# Giedrė Lukšaitė-Mrázková

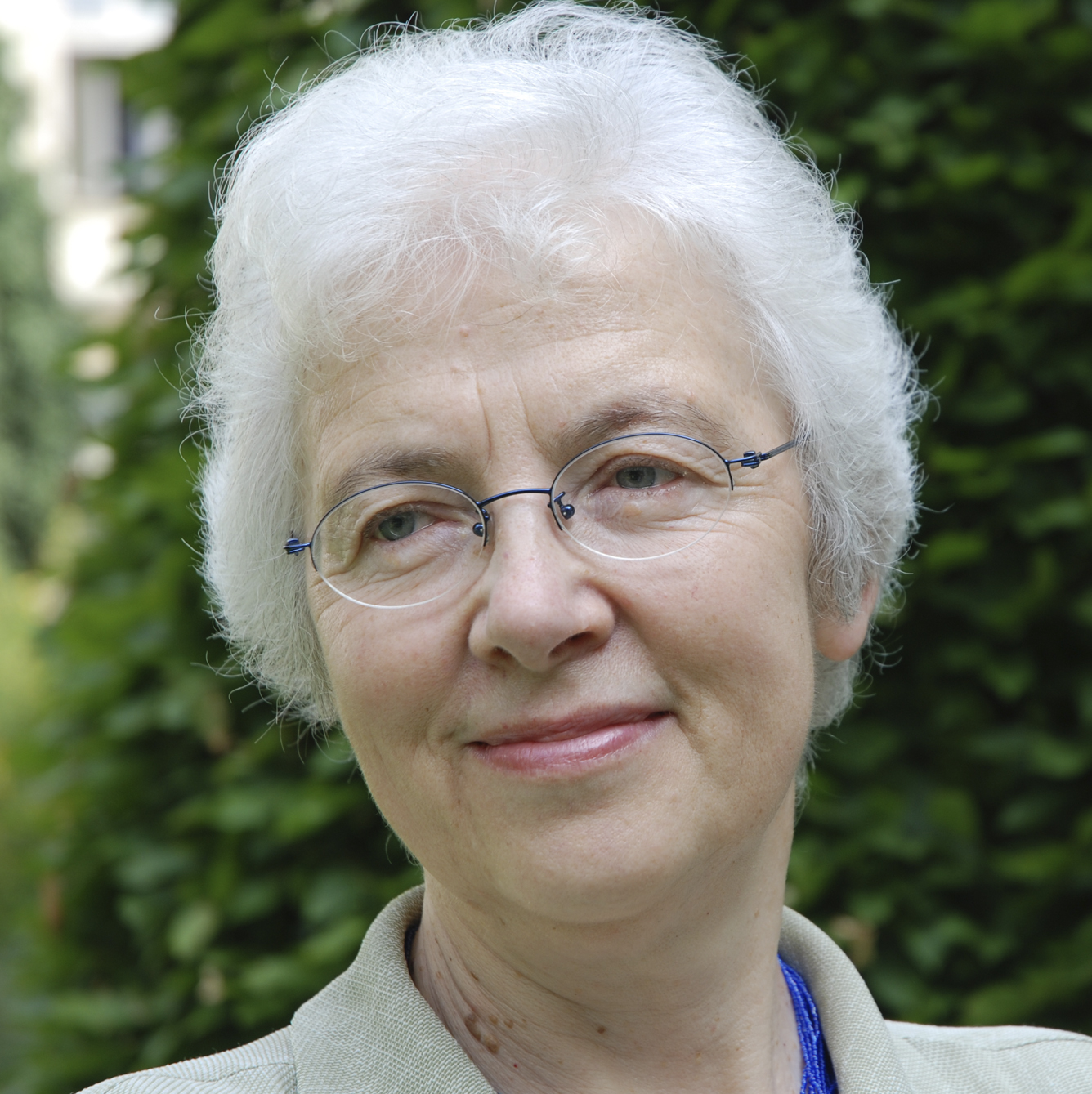
Giedrė Lukšaitė-Mrázková (2007)

Giedrė Lukšaitė-Mrázková (* 17. Dezember 1944 in Kaunas, Litauen) ist eine litauisch-tschechische Cembalistin, Organistin und ehemalige Hochschullehrerin.

## Leben
Giedrė Lukšaitė wurde am 17. Dezember 1944 in Kaunas im südlich zentralen Litauen als zweite Tochter des Ökonomen und Bankers Kazimieras Lukša (1906–1983) geboren. Ihre Mutter war die Literaturwissenschaftlerin und Bildungshistorikerin Meilė Lukšienė (1913–2009).
Lukšaitė wuchs mit einer älteren Schwester und einem jüngeren Bruder auf. Von 1962 bis 1967 besuchte sie an der Musikakademie in der litauischen Hauptstadt Vilnius bei Leopoldas Digrys die Fächer Orgel und Klavier. Danach wechselte sie an das Staatliche P.-I.-Tschaikowski-Konservatorium in Moskau, wo sie von 1967 bis 1970 ihre Kenntnisse und Fertigkeiten im Fach Orgel vertiefte. Im Jahr 1974 zog sie in die Tschechoslowakei und vervollständigte in Prag ihre Ausbildung an der Musikfakultät der Akademie der musischen Künste bei dem Organisten Jiří Rheinberger und der Cembalistin Zuzana Růžičková.
Ab 1981 war Lukšaitė-Mrázková als Musikpädagogin an ihrer ehemaligen Ausbildungsstätte, der Akademie der musischen Künste in Prag, tätig. 1990 wurde sie zur außerordentlichen Professorin und 1999 zur Professorin für Cembalo ernannt. Im Rahmen des europäischen Erasmus-Kulturförderprogramms gab sie zwischen 1996 und 2011 zahlreiche Meisterkurse für Cembalo und Hammerklavier in Litauen, Lyon, Paris und Tokio.
Im Rahmen ihrer weltweiten Konzerttätigkeit arbeitete sie mit dem Organisten Jaroslav Tůma und der Geigerin Gabriela Demeterová sowie mit weiteren anderen bekannten Musikern und Orchestern zusammen, darunter die Dresdner Philharmoniker, das Bachorchester des Gewandhausorchesters Leipzig und das Litauische Kammerorchester. In den Jahren 1983 bis 1993 war sie Mitglied des Kammerorchesters Ars Rediviva unter Musikdirektor Milan Munclinger.
Bei zahlreichen internationalen Cembalo- und Orgelwettbewerben nahm Lukšaitė-Mrázková als Jurorin teil. Sie hat Werke zeitgenössischer Komponisten wie J. Gemrot und Petr Eben uraufgeführt und Dutzende von Stücken für tschechische, litauische und dänische Schallplattenlabels eingespielt, darunter Supraphon, Czech Radio, Arta Records und Bonifa. Artikel, Interviews und Kritiken darüber finden sich in den Magazinen Musical Lookouts, Harmonie, Muzikos Barai (Litauen) sowie in der Litauischen Enzyklopädie (1985).

### Familie
Lukšaitė-Mrázková ist verheiratet und Mutter einer Tochter. Sie lebt mit ihrer Familie in Prag. Ihre ältere Schwester ist die Kulturhistorikerin Ingė Lukšaitė (* 1940). Ihr jüngerer Bruder Rimtis Lukša ist Naturwissenschaftler.

## Auszeichnungen
Am 24. Januar 2001 wurde Lukšaitė-Mrázková in Litauen mit dem Orden des litauischen Großfürsten Gediminas geehrt.